# Baumgartner Pfarrkirche

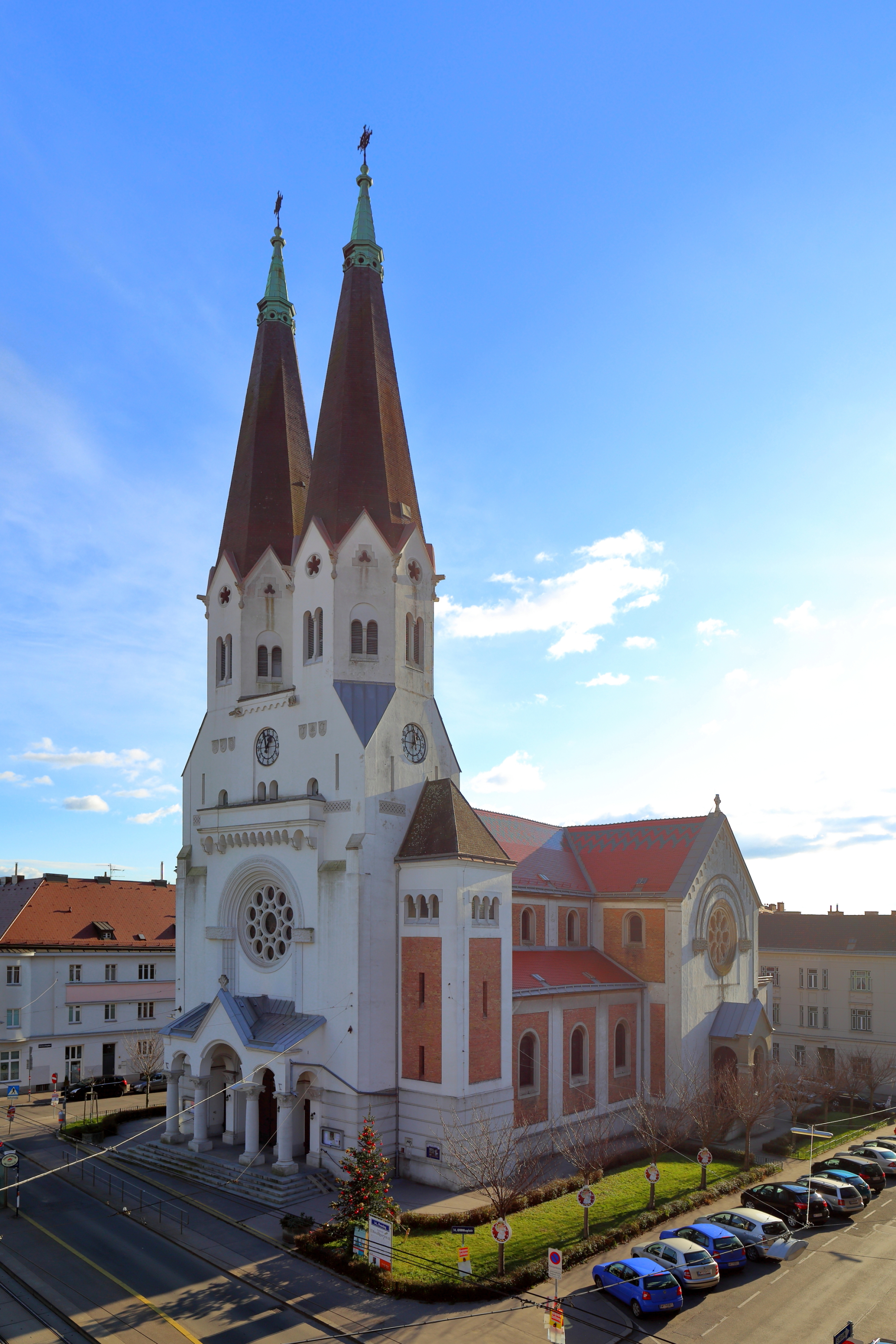
Baumgartner Pfarrkirche

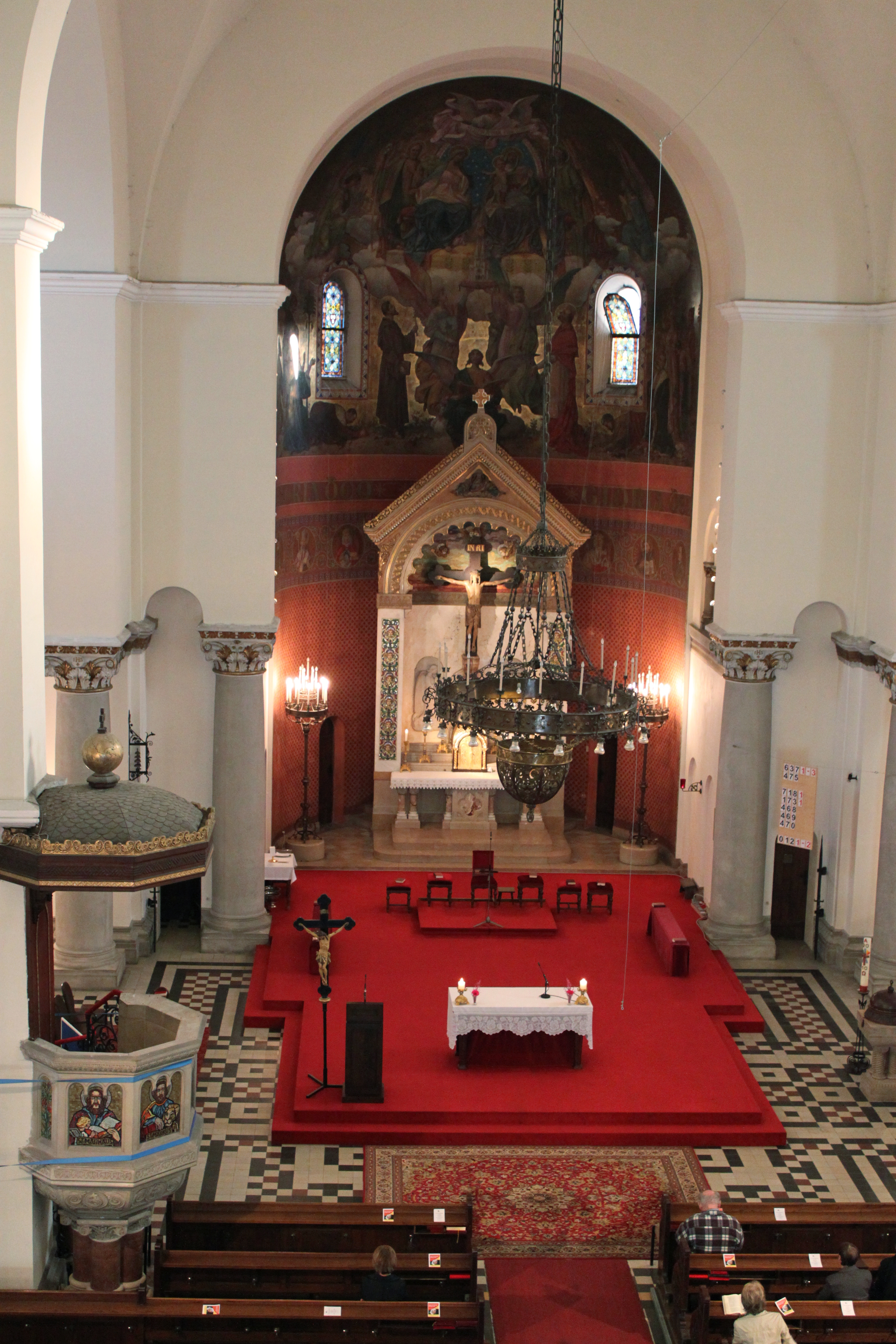
Innenraum der Baumgartner Pfarrkirche

Die Baumgartner Pfarrkirche ist eine römisch-katholische Pfarrkirche im 14. Wiener Gemeindebezirk Penzing. Sie ist der heiligen Anna geweiht. Seit dem 1. Juli 2019 gehört Baumgarten gemeinsam mit Oberbaumgarten zur Pfarre „Heilige Mutter Teresa“. Die St. Anna-Kirche ist Pfarrkirche dieser Pfarre.

## Lage und Architektur
Die Baumgartner Pfarrkirche befindet sich am Gruschaplatz an der Linzer Straße im Bezirksteil Baumgarten. Das Anfang des 20. Jahrhunderts errichtete Gebäude, das Elemente der Neuromanik und des Heimatstils vereint, ist ein Werk des Architekten Moritz Otto Kuntschik. Die Basilika besitzt an der Hauptfassade im Norden zwei eng beieinander stehende achteckige Zwillingstürme. Dem Hauptportal ist ein Portikus in Form eines Triumphbogens vorgelagert. An das Langhaus schließt im Süden ein niedriger Chor an.
In der Apsis sind die heilige Anna mit weiteren Heiligen sowie der Architekt und Unterstützer des Kirchenbaus dargestellt. Diese Wandmalereien wurden 1908 von Hans Zatzka geschaffen. Darunter befinden sich sechs Medaillons von Karl Pellmann aus dem Jahr 1950, auf denen die österreichbezogenen Heiligen Hemma von Gurk, Klemens Maria Hofbauer, Leopold von Österreich, Petrus Canisius, Rupert von Salzburg und Severin von Noricum dargestellt sind. Die 1908 geschaffenen Glasmalereien in der Kirche sind Werke von Carl Geyling’s Erben und des Kunstglasers Rudolf Leutgeb.
Die Einrichtung der Baumgartner Pfarrkirche stammt großteils aus der Bauzeit. Ein Kruzifix wurde vom Südtiroler Bildhauer Ferdinand Stuflesser geschaffen. In der Marienkapelle ist am Wandaltar eine im 18. Jahrhundert hergestellte Kopie des Gnadenbilds Mariahilf angebracht. Sie stammt ebenso wie ein gotisches Hochrelief mit dem Motiv Anna selbdritt, das dem Wiener Steinmetzmeister Michel Tichter zugeschrieben wird, und das um 1700 geschaffene ehemalige Hochaltarbild im Querschiff, mit dem Motiv Anna weist Maria den Weg, aus der alten Baumgartner Pfarrkirche. Im rechten Seitenschiff ist ein spätgotisches Epitaph angebracht. Oberhalb der Vorhalle befindet sich die Orgelempore mit einer Orgel von Rieger Orgelbau aus dem Jahr 1977, die über 28 Register auf zwei Manualen und Pedal verfügt.

## Geschichte
In Unterbaumgarten befand sich eine der heiligen Anna geweihte spätgotische Filialkirche, die bei der Ersten und Zweiten Wiener Türkenbelagerung zerstört und von 1753 und 1755 wiederhergestellt und erweitert wurde. 1784 wurde diese Kirche im Zuge der josephinischen Reformen zur Pfarrkirche erhoben und der Baumgartner Friedhof angelegt.
Anlässlich des fünfzigjährigen Regierungsjubiläums von Kaiser Franz Joseph I. im Jahr 1898 entstand der Kirchenbauverein St. Anna, der einen Neubau anstrebte. Die heutige Baumgartner Pfarrkirche wurde schließlich in den Jahren 1906 bis 1908 erbaut und die alte Pfarrkirche im Jahr 1908 abgetragen. 1925 wurde die Kirche restauriert. Eine Innenrestaurierung erfolgte nochmals 1948, eine Außenrestaurierung von 1956 bis 1960.
2003 wurden die Dachziegel ausgetauscht und eine Sitzheizung im Inneren der Kirche installiert.